# April 1945
Portal Geschichte | Portal Biografien | Aktuelle Ereignisse | Jahreskalender | Tagesartikel

◄ |
19. Jahrhundert |
20. Jahrhundert
| 21. Jahrhundert

◄ |
1910er |
1920er |
1930er |
1940er
| 1950er | 1960er | 1970er | ►

◄ |
1941 |
1942 |
1943 |
1944 |
1945
| 1946 | 1947 | 1948 | 1949 | ►

◄ |
Januar 1945 |
Februar 1945 |
März 1945 |
April 1945 |
Mai 1945 |
Juni 1945 |
Juli 1945 |
►
Dieser Artikel behandelt tagesbezogene Nachrichten und Ereignisse im April 1945.
Im Monat fortlaufend: der Zweite Weltkrieg; auch im April 1945 setzt sich im Osten der Vormarsch der Roten Armee (Sowjetunion) und im Westen der Westalliierten auf die Zentren Deutschlands fort. Bei den so genannten Endphasenverbrechen werden Tausende der Gefangenen des NS-Regimes aus Konzentrations- und Zwangsarbeitslagern bei Todesmärschen vor den Augen der Bevölkerung durch das Land getrieben und Hunderte von ihnen ermordet. Bei entdeckten individuellen Fluchtversuchen von Soldaten aus der Wehrmacht (oft bei ungenehmigter Verlängerung eines Heimaturlaubs oder sog. Fahnenflucht; häufig in Richtung ihres Heimatortes) werden sehr oft Todesurteile durch improvisierte Standgerichte der NS-Partei oder Wehrmacht verhängt und sofort vollzogen.

## Tagesgeschehen

### Sonntag, 1. April 1945
- Berlin:
  - erste Proklamation des „Radiosenders Werwolf“ über den Widerstand der Bevölkerung gegen eine Besetzung Deutschlands durch die Alliierten (unter Propagandamin. Goebbels). Die Sendungen werden bis Ende April ausgestrahlt.
- US-Truppen landen auf der japanischen Insel Okinawa Hontō, Beginn der Schlacht um Okinawa. (Die Kämpfe dauern bis Ende Juni.)

### Montag, 2. April 1945
- Die Operation Roast endet (Nordostitalien am Reno, britischer Sieg).
- Wien: Beginn der Schlacht um Wien
- Deutsches U-Boot U 321 südwestlich vor Irland nach Beschuss durch polnisches Kampfflugzeug verloren

Geboren:
Jürgen Drews

### Dienstag, 3. April 1945
- Einnahme von Münster, Angriff auf den Ruhrgebiets-Kessel
- Konzentrationslager Buchenwald: Beginn der Todesmärsche — Vom 7. bis 10. April 1945 wurden auf etwa 60 Routen 28.000 Menschen des Stammlagers und mindestens 10.000 Häftlinge der Außenlager in Richtung der KZ Dachau, KZ Flossenbürg und KZ Theresienstadt getrieben. Auf diesen Todesmärschen und in so genannten „Evakuierungszügen“ starben / wurden 12.000 – 15.000 Menschen ermordet.
- Nordhausen: Zwei britische Luftangriffe zerstören die Stadt zu 74 %, wobei etwa 8.800 Menschen ums Leben kommen und weitere 20.000 obdachlos werden.

### Mittwoch, 4. April 1945
- Die Rote Armee siegt in der Schlacht um Ostpommern (bei Stettin, Danzig).
- Ungarn: Nach dem Scheitern der deutschen Plattenseeoffensive wird Ungarn vollständig von der Roten Armee erobert. Hohe Todesraten bei der ungarischen Zivilbevölkerung.
- Kassel wird eingenommen.
- Bielefeld wird eingenommen.

### Donnerstag, 5. April 1945
- Weimar:
  - Der Oberstleutnant Josef v. Gadolla wird wegen der Befehlsverweigerung in Gotha (Übergabe der Stadt) ermordet
- Beginn der Schlacht um Crailsheim (Dauer bis zum 21. April)

### Freitag, 6. April 1945
- Wien:
  - Sowjetische Truppen erreichen den Stadtrand.
- Königsberg wird von den sowjetischen Truppen erobert.

### Samstag, 7. April 1945
- Das Schlachtschiff Yamato, Teil der Operation Ten-gō, wird versenkt.
- Weimar: Der so genannte Evakuierungszug aus Buchenwald (Gefangenentransport aus dem KZ) verlässt die Stadt zunächst mit dem Ziel Konzentrationslager Flossenbürg (Bayern; ein Endphasenverbrechen). Während der Fahrt, die in der Nacht zum 28. April im KZ Dachau endet, sterben mehrere tausend Gefangene.

### Montag, 9. April 1945
- Im KZ Dachau wird Georg Elser ermordet, der ein Attentat auf Hitler im Münchner Bürgerbräukeller versucht hatte.
- Im KZ Flossenbürg werden Dietrich Bonhoeffer, Wilhelm Canaris, Hans von Dohnanyi, Ludwig Gehre, Hans Oster, Karl Sack, Theodor Strünck ermordet, die alle im Widerstand engagiert waren.

### Mittwoch, 11. April 1945
- KZ Buchenwald wird von Einheiten der US-Armee befreit

### Donnerstag, 12. April 1945
- Warm Springs, Georgia, USA: Tod von Präsident Franklin D. Roosevelt; Nachfolger als 33. Präsident der USA wird verfassungsgemäß Harry S. Truman
- Übergabe der Stadt Braunschweig an die US-Army
- Nach langem Häuserkampf wird Heilbronn von den Amerikanern eingenommen (unter Beteiligung frz. Einheiten).

### Freitag, 13. April 1945
- Wien: Ende der Schlacht um Wien (seit 6. April)
- Sowjetische Truppen erobern zugleich Niederösterreich, das Burgenland und die Steiermark
- Gardelegen: Massaker an 1016 KZ-Häftlingen aus den geräumten Konzentrationslagern Mittelbau-Dora und Hannover-Stöcken in der Isenschnibber Feldscheune, eines der größten Endphaseverbrechen auf den NS-Todesmärschen

### Samstag, 14. April 1945
- Die Sowjetische Akademie der Wissenschaften gründet den Botanischen Garten in Moskau.
- Albert Vögler stirbt durch Suizid.

### Sonntag, 15. April 1945
- Das KZ Bergen-Belsen wird von den britischen Truppen befreit.
- US-amerikanische Truppen entdecken den Tatort des Massakers von Gardelegen in der Isenschnibber Feldscheune.

### Montag, 16. April 1945
- Beginn der Schlacht um die Seelower Höhen vor Berlin
- Breslau: Etwa gleichzeitig wird ein Belagerungsring in der Niederschlesischen Operation um diese Stadt geschlossen.

### Donnerstag, 19. April 1945
- Ende der Schlacht um die Seelower Höhen

### Freitag, 20. April 1945
- Adolf Hitler zeichnet einige Hitlerjungen mit dem Eisernen Kreuz aus, es ist sein letzter öffentlicher Auftritt.

### Sonntag, 22. April 1945
- Süddeutschland:
  - die französische Armee dringt bis Vorarlberg vor

### Montag, 23. April 1945
- Berlin ist komplett eingeschlossen; Beginn der Schlacht um Berlin

### Dienstag, 24. April 1945
- Befreiung des Konzentrationslagers Flossenbürg durch US-Truppen. Ca. 1.700 Überlebende wurden schwer krank vorgefunden. Über 20.000 Häftlinge versuchte die SS bei Todesmärschen an den Tagen davor in Richtung KZ Dachau abzutransportieren.

### Mittwoch, 25. April 1945
- Beginn der Kesselschlacht von Halbe südlich von Berlin

### Freitag, 27. April 1945
- In Wien wird die Provisorische Staatsregierung Renner 1945 gebildet, die an demselben Tag die Unabhängigkeit Österreichs vom Deutschen Reich erklärt hat. Damit gilt dieser Tag als Gründungstag der Zweiten Republik.

### Samstag, 28. April 1945
- Augsburg wird US-Truppen kampflos übergeben

### Sonntag, 29. April 1945
- Amerikanische Truppen befreien das Konzentrationslager Dachau bei München
- Adolf Hitler und Eva Braun heiraten.

### Montag, 30. April 1945
- Berlin
  - Die Rote Armee hisst eine sowjetische Fahne auf dem weitgehend zerstörten Reichstagsgebäude.
  - Adolf Hitler und seine Frau Eva Braun begehen im Führerbunker unter der Neuen Reichskanzlei Selbstmord.

- Die Städte München und Stuttgart werden weitgehend kampflos besetzt.